# Список серий аниме To Aru Majutsu no Index
Здесь представлен список серий аниме «To Aru Majutsu no Index» (とある魔術の禁書目録 (インデックス), То Ару Мадзюцу но Индэккусу, букв.«Некий магический индекс») - это аниме-сериал, адаптированных серия лайт-новел японского писателя Кадзумой Камачи и проиллюстрированного Киётакой Хаймурой. 
Продюсер J.C.Staff под руководством Хироши Нишикиори, аниме-адаптация была подтверждена 3 июня 2008 года в шестнадцатом томе To Aru Majutsu no Index. 7 июля 2008 года на официальном веб-сайте началась передача рекламных видеороликов. Сериал транслировался по Mainichi Broadcasting System с 4 октября 2008 года по 19 марта 2009 года. В период с января были выпущены восемь сборников DVD, каждый из которых содержал по три эпизода и мини-роман To Aru Kagaku no Railgun, написанный Кадзумой Камачи и иллюстрацией Мотой Фуюкавой. 23 января 2009 и 21 августа 2009, Geneon Entertainment. Первый сезон адаптирует тома лайт-новелы с 1 по 6.
Второй сезон под названием Toaru Majutsu no Index II, адаптирует тома с 7 по 13, транслировался в Японии с 8 октября 2010 года по 1 апреля 2011 года.
Третий сезон под названный Toaru Majutsu no Index III,адаптирует ранобэ с 14-го по 22-й том, транслировался в Японии с 5 октября 2018 года по 5 апреля 2019 год.

## Содержание
| Сезон | Сезон | Количество серий | Даты трансляции     | Даты трансляции    |
| Сезон | Сезон | Количество серий | Начало              | Конец              |
| ----- | ----- | ---------------- | ------------------- | ------------------ |
|       | 1     | 24               | 4 октября 2008 года | 19 марта 2009 года |
|       | 2     | 24               | 8 октября 2010 года | 1 апреля 2011 года |
|       | 3     | 26               | 5 октября 2018 года | 5 апреля 2019 года |

## Первый сезон
| 1 | Город Академии «Гакуэн Тоси» (学園都市)                                                        | 4 октября 2008 года  |
| Тома Камидзё, эспер 0 уровня, вступает в конфликт с Микото Мисакой и чуть было не погибает, но его спасает правая рука, способная рассеивать магические и психофизиологические способности. Позже, находясь у себя дома, он обнаруживает странную девушку, утверждающую что очень сильно хочет есть. после небольшого обеда тем, что оказалось у юноши в холодильнике, она рассказывает, что её зовут Индекс и она - беглая монахиня, содержащая в себе 103000 гримуаров и её разыскивают волшебники. Они сразу же становятся друзьями. Вернувшись после школы домой Тома обнаруживает возле входной двери окровавленную Индекс и стоящего возле неё человека, называющего себя магом. |                                                                                                |                      |
| 2 | Король — охотник на ведьм (Иннокентиус) «Мадзёгари но О: (Инокэнтиусу)» (魔女狩りの王)         | 11 октября 2008 года |
| Волшебник представляется как Стэйл Магнус. Между ним и Томой завязывается бой во время которого Индекс "в автоматическом режиме" сообщает, что призванный первым могущественный дух Иннокентий действует за счёт развешанных вокруг квартиры многочисленных рун. Однако Тома включает систему пожаротушения, и чернила, которыми были написаны руны, растекаются. Томе удаётся победить Иннокентия, и, как следует врезав Магнусу, он забирает Индекс. Девушка ему сообщает, что проводить магические обряды, в том числе лечебные, эсперы не способны, в связи с чем Тома относит её в дом своего учителя Комоэ Цукуёми. |                                                                                                |                      |
| 3 | Церковь Необходимого Зла (Нецессариус) «Хицуё: Аку но Кё:кай (Нэсэсариусу)» (必要悪の教会)     | 18 октября 2008 года |
| Комоэ под руководством Индекс успешно выполняет древний ритуальный обряд - магическая сила девушки восстанавливается, а раны затягиваются. Благодаря рассказу Индекс Тома больше узнаёт о её судьбе, а также о таинственной организации Несессариус. Комоэ разрешаем им двоим остаться у неё дома. Прогуливаясь вместе с Индекс, Тома внезапно обнаруживает себя одним на всей улице - и встречает сообщницу Магнуса, Каори Кандзаки. |                                                                                                |                      |
| 4 | Идеальная память «Кандзэн Киоку Но:рёку» (完全記憶能力)                                        | 25 октября 2008 года |
| Тома отказывается выдать Индекс. Каори заявляет она также является членом Несессариуса и заботится о Индекс как о близком друге - по её словам в голове девушки 85% памяти занимают гримуары, а 15% отводится на «обычную жизнь» и если эти 15% не стирать каждый год, то Индекс умрёт, в связи с чем они и хотят провести с ней магический обряд. После слов Томы о идее поиска выхода из этой трудной ситуации Каори временно оставляет его. Спустя три дня Тома приходит в себя в доме Комоэ и понимает, что настал день, когда по словам Кандзаки Индекс должны стереть память. |                                                                                                |                      |
| 5 | Двенадцать часов (Предел) «Дзю:нидзи (Римитто)» (十二時)                                       | 1 ноября 2008 года   |
| В дом к Индекс приходят Стэйл и Каори с целью стереть её память. Пытаясь найти выход из ситуации, Тома связывается с Комоэ, которая заверяет его, что «от переполнения мозга никто не может умереть». Тогда Тома решает помешать магам совершить обряд и прикасается к рунам, расположенным у Индекс в горле. Это вызывается непредвиденную реакцию организма и она «в автоматическом режиме» активирует заклинание «Святилище Святого Георгия» с целью ликвидации Томы. |                                                                                                |                      |
| 6 | Убийца фантазий (Имаджин Брейкер) «Гэнсо: Гороси (Имадзин Бурэйка:)» (幻想殺し)                | 8 ноября 2008 года   |
| Каори и Стэйл становятся свидетелями атаки Индекс и понимают, что Индекс также способна пользоваться магией, что свидетельствует о том, что верхушка Несессариуса обманывала их в трактовке способностей девушки. При помощи обоих магов Томе удаётся прикоснуться к телу Индекс, что отнимает у неё силы и выводит из состояния «автоматизма», однако сам Камидзё теряет память. Каори и Стэйл признают, что жизни Индекс ничего не угрожают, однако остаются в городе чтобы продолжить за нею наблюдение. |                                                                                                |                      |
| 7 | Подготовительная школа Мисава (Научный культ) «Мисава Дзюку (Кагаку Су:хай)» (三沢塾)          | 15 ноября 2008 года  |
| Тома продолжает умело изображать, что он не потерял память. Вместе с двумя друзьями и Индекс он отправляется в кафе, где встречает странноватую девушку Мико, которая утверждает, что она - маг и которую вскоре уводит из здания заведения целая армия охраны. По дороге домой Индекс подбирает бездомного котёнка и называет того Сфинксом. Вопреки мнению Томы девушка забирает его домой. Стэйл связывается с Томой с полупросит-полутребует помочь ему в поиске девушки, известной под кодовым именем «Глубокая Кровь», которую насильно удерживает у себя алхимик Ауреолус Иззард, лидер Школы Мисава, проповедующей культ науки. В здании школы Тома сталкивается с одетым в доспех трупом неизвестного и с удивлением узнаёт, что «Глубокая Кровь» - та самая девушка, которую он ранее встретил в кафе. |                                                                                                |                      |
| 8 | Трансмутация золота (Арс Магна) «О:гон Нэри Нару (Арусу Магуна)» (黄金練成)                    | 22 ноября 2008 года  |
| Тома и Стэйл пытаются пробраться на верхние этажи здания, однако против них выступают находящиеся под заклинанием ученики школы. Уничтожив источник заклятия, они попадают под другого и приходят в сознание лишь на улице, при этом с трудом вспоминая произошедшее. Индекс, почувствовавшее что-то неладное, сама отправляется в здание школы. Тома обнаруживает часть одежды девушки и понимает, где она находится. |                                                                                                |                      |
| 9 | Убийца вампиров (Глубинная кровь) «Кю:кэцуки Короси (Ди:пу Бураддо)» (吸血殺し)                | 29 ноября 2008 года  |
| Тома и Стэйл пробираются в кабинет Ауреолуса, где находят его, Айсу и спящую Индекс. Обоим удаётся победить алхимика, и освободить девушек; однако серьёзно раненый Тома второй раз за последнее время попадает в больницу, где ему пришивают чуть было не потерянную руку. |                                                                                                |                      |
| 10 | Старшая сестра (Микото Мисака) «Онэ:-сама (Мисака Микото)» (お姉様)                            | 6 декабря 2008 года  |
| В жаркий летний день Тома пытается купить у автомата бутылку газировки, однако аппарат зажёвывает купюру. На помощь ему приходит Макото Мисака и с помощью электрического заряда заставляет автомат «выплюнуть из себя» целую гору бутылок. Юноша, ранее потерявший память, понимает, что знаком с ней и удивляется когда она уходит в сопровождении девушки, чрезвычайно на неё похожей и представившейся её сестрой. Днём сестре с помощью электрического заряда, действующего только на насекомых, удаётся и избавить Сфинкса от блох. Вечером Камидзё встречает ещё одну сестру, склонившуюся над бездомным котёнком; пока девушка держит животное на руках, Тома заходит в магазин и не замечает, как на её нападает Акселератор, один из сильнейших людей в городе.                                        |                                                                                                |                      |
| 11 | Сестры (Сестры) «Имо:тотати (Систа:дзу)» (妹達)                                                | 13 декабря 2008 года |
| Выйдя из магазина, Тома обнаруживает котёнка, но не сестру Мисаки. В ближайшем переулке он находит её окровавленный труп. Однако через некоторое время после вызова полиции тело исчезает; к Томе подходят несколько похожих на Микото девушек и все представляются её сёстрами. Одна из них, держащая в мешке труп убитой, сообщает юноши некоторые детали эксперимента по выращиваю сестёр. Чтобы разобраться с ситуацией Тома отправляется к самой Микото в общежитие, однако не найдя её там, начинает поиски на улице. |                                                                                                |                      |
| 12 | Абсолютная власть (Уровень 6) «Дзэттай Но:рёку (Рэбэру сиккусу)» (絶対能力)                    | 20 декабря 2008 года |
| Тома находит Микото; девушка рассказывает ему о эксперименте, согласно которому 20000 её клонов (вместо 128 точных копий) должны быть использованы так, чтобы победив их, Акселератор смог стать первым эспером 6 уровня. Микото высказывает идею о том, что она должна положить гибели сестёр конец, для чего пожертвует своей жизнью, но Тома пытается противостоять этому и призывает искать альтернативные пути для прекращения эксперимента. Однако Мисака не желает его слушать и «одаривает» юношу несколькими электрическими атаками. |                                                                                                |                      |
| 13 | В одну сторону (Акселератор) «Иппо: Цу:ко: (Акусэрарэ:та)» (一方通行)                          | 27 декабря 2008 года |
| Тома приходит в сознание после поединка с Микото и находит её плачущей, он заявляет, что сам положит гибели сестёр и будучи эспером 0 уровня сам победит Акселератора, тем самым показав учёным, что те были неправы, создавая эксперимент. Тома бежит на станцию, где в данный момент сражаются Мисака 10032 и Акселератор, следом за ним отправляется и Микото. Камидзё начинает бой и ему удаётся выдержать несколько атак Акселератора, однако тот вскоре производит мощный взрыв. |                                                                                                |                      |
| 14 | Сильнейший против слабейшего (Слабейший против сильнейшего) «Сайкё: тай Сайдзяку» (最強VS最弱) | 8 января 2009 года   |
| Пережив взрыв, Тома чуть было не попадает под новую атаку Акселератора - тот манипулируя движением воздуха пытается создать сферу плазмы, однако с помощью Мисаки 10032, с помощью своей силы запустившей ветряки, удаётся сорвать атаку. Тогда Камидзё решает использовать против Акселератора стиль уличного боя, к чему тот оказывается не готов, и проигрывает. В очередной раз очнувшись в больнице, Тома из уст Мисаки узнаёт, что эксперимент был приостановлен учёными. |                                                                                                |                      |
| 15 | Падение ангела (Падение ангела) «Госи Даси (Эндзэру Фо:ру)» (御使堕し)                         | 15 января 2009 года  |
| Из-за вмешательства Томы в эксперимент по созданию эспера 6 уровня, от греха подальше по совету Комоэ он вместе с Индекс отправляется в отель на берегу моря. К нему приезжают родители, однако он обнаруживает нечто странно - ему кажется будто бы все кроме него изменили свой внешний вид - Микото выдаёт себя за его сестру, а Индекс заявляет, что она его мать. Вскоре он встречает в городе Каору, Цутимикадо, заявляющий что он на самом деле шпион Несессариуса, и Мишу Кройцеву, сопровождающую их девушку, представителя Русский Православной церкви. Они объясняют ему, что на мир было наложено заклинание Падение Ангела, имеющее тот эффект, который он наблюдал. |                                                                                                |                      |
| 16 | Отец (Тойя Камидзё) «Титиоя (Камидзё: То:я)» (父親)                                            | 22 января 2009 года  |
| Герои пытаются разобраться с ситуацией - сначала подозрения в создании Падения Ангела падают на Мишу, мол она слишком много знает, но когда выясняется, что отец Томы, Тоя, один из тех, кого не коснулись изменения во внешности, то подозрения падают уже на него. |                                                                                                |                      |
| 17 | Архангел (Божественная сила) «Дайтэнси (Ками но Тикара)» (大天使)                              | 29 января 2009 года  |
| Выясняется истинная личность Миши - она оказывается архангелом и собирается убить Тою. Ей бросает вызов Каори. Цутимикадо догадывается, что Падение Ангела является случайно созданным заклинанием из-за обилия ритуальных вещей, собранных в доме Тои Камидзё и расположенных в особом порядке. С помощью своей магической силы он уничтожает дом и заклятие рассеивается. Мише, желавшей вернуться на небеса, удаётся это сделать. |                                                                                                |                      |
| 18 | Шарлатан (Реплика) «Нисэмоно (Рэпурика)» (偽者)                                                | 5 февраля 2009 года  |
| Микото пытается насладиться последним днём каникул, однако её начинает преследовать поклонник Мицуки Унабара. Тогда девушка просит Тому изображать в течение суток, что он — якобы её парень. Вскоре юноша выясняет, что под внешностью Унабары скрывается маг, посланными некоими высшими чинами, чтобы рассорить членов «группы Камидзё» изнутри. По словам самозванца вокруг Томы собралось слишком много могущественных людей. Тем не менее Камидзё удаётся победить его, а настоящего Унабару, пострадавшего от мага, увозят в больницу. |                                                                                                |                      |
| 19 | Конец (Последний приказ) «Утидомэ (Расуто О:да:)» (打ち止め)                                   | 12 февраля 2009 года |
| С момента своего поражения Акселератор ушёл в тень и уже сам становится объектом нападок людей, хотя по-прежнему легко их отражает. Однажды он встречает странноватую девочку, похожую на Мисаку, которая называет себя сестрой № 20001. Чтобы разобраться с ситуацией он отправляется в исследовательскую лабораторию, где узнаёт, что эта девочка, «Последний заказ», фактически является центром управления других сестёр, и в данный момент её мозг заражён вирусом, который при своей активации сведёт с ума всех сестёр и возможно направит их силу против людей. Виновник этому - бывший сотрудник лаборатории Ао Амаи. Чтобы предотвратить катастрофу Акселератор отправляется за девочкой чтобы поместить её в инкубатор, откуда та ранее сбежала.                                                      |                                                                                                |                      |
| 20 | Последний сигнал (Код вируса) «Сайсю: Синго: (Вирусу Ко:до)» (最終信号)                        | 19 февраля 2009 года |
| Акселератору со временем удаётся найти Последний заказ. Думая, что он обезвредил Ао Амаи, похитившего девочку, Акселератор с помощью воздействий микроимпульсов удалил вирус из мозга Мисаки, но был серьёзно ранен Ао. Тем не менее прибывшая на место сотрудница лаборатории застрелила Амаи, а Акселератора доставили для реабилитации в больницу. |                                                                                                |                      |
| 21 | Личность не установления (Контрмеры) «Сё:тай Фумэй (Каунта: Сутоппу)» (正体不明)               | 26 февраля 2009 года |
| Тома возвращается в школу после летних каникул. В качестве переводного студента в его классе начинает обучение Айса. Вместе с Индекс, проскользнувшей в здание, Камидзё знакомится с девушкой по имени Хёка Кадзакири. В город проникает маг из Несессариуса Шерри Кромвель. Ей удаётся ускользнуть от Куроко и Микото. |                                                                                                |                      |
| 22 | Статуя (Голем) «Сэкидзо: (Го:рэму)» (石像)                                                     | 5 марта 2009 года    |
| Шерри Кромвель организовывает нападение на город - люди, в том числе Тома, Индекс и Хёка, оказываются замурованными в метро. После того как Куроко телепортирует Индекс на поверхность вместе с Микото, Шерри нападает на Тому и Хёку. |                                                                                                |                      |
| 23 | Хёка Кадзакири (Друзья) «Кадзакири Хё:ка (Томодати)» (風斬氷華)                                | 12 марта 2009 года   |
| С помощью отряда полиции и руки Томы ему и Хёке удаётся спастись - Шерри сбегает через созданный ею вертикальный тоннель. Тома понимает, что Шерри охотится на Индекс и решает найти девушку первее, однако вперёд него в тоннель прыгает Хёка, поскольку, по её словам, она является монстром и готова пожертвовать своей жизнью. |                                                                                                |                      |
| 24 | Институт Пяти Элементов Воображаемого Сектора «Кёсу: Гакку — Гогё: Кикан» (虚数学区・五行機関) | 17 марта 2009 года   |
| На Индекс нападает вызванный Шерри земляной голем Элис. Томе удаётся найти победить Шерри, а затем и спасти жизни Хёки и Индекс. |                                                                                                |                      |

## Второй сезон
| № серии | № серии | Заглавие                                                                            | Трансляция в Японии  |
| ------- | ------- | ----------------------------------------------------------------------------------- | -------------------- |
| 25      | 1       | 31 августа (Последний день) «Хати-Гацу Сандзюити-Нити (Сайго но Хи)» (8月31日)      | 8 октября 2010 года  |
| 26      | 2       | Свод законов «Хо: но Сё» (法の書)                                                   | 15 октября 2010 года |
| 27      | 3       | Церковь Амакуса «Амакуса-сики» (天草式)                                             | 22 октября 2010 года |
| 28      | 4       | Голос Бича Магии (Ужас Шеола) «Мамэцу но Коэ (Шэо:ру Фиа)» (魔滅の声)               | 29 октября 2010 года |
| 29      | 5       | Посох Лотоса «Хасу но Цуэ (Ро:тасу Вандо)» (蓮の杖)                                 | 5 ноября 2010 года   |
| 30      | 6       | Обломки (Остатки) «Дзангай (Рэмунанто)» (残骸)                                      | 12 ноября 2010 года  |
| 31      | 7       | Перемещение координат (Точка движения) «Дзахё: Идо: (Му:бу Поинто)» (座標移動)      | 19 ноября 2010 года  |
| 32      | 8       | Фестиваль «Дайхасей» «Дайхасэйсай» (大覇星祭)                                       | 26 ноября 2010 года  |
| 33      | 9       | Погоня прервана (Помеха на пути) «Цуйсэки Фу:дзи (Ру:то Дисута:бу)» (追跡封じ)      | 3 декабря 2010 года  |
| 34      | 10      | Стенографический источник (Условные знаки) «Сокки Гэнтэн (Сё:тохандо)» (速記原典)   | 10 декабря 2010 года |
| 35      | 11      | Короткий меч «Ситоцу Ко:кэн (Сутаббу Со:рудо)» (刺突抗剣)                           | 17 декабря 2010 года |
| 36      | 12      | Обсерватория (Бельведер) «Тэнмондай (Бэрувэдэ:рэ)» (天文台)                         | 24 декабря 2010 года |
| 37      | 13      | Апостольский крест (Кроче ди Пьетро) «Сито Дзю:дзи (Куро:чи ди Пиэторо)» (使徒十字) | 7 января 2011 года   |
| 38      | 14      | Водный город «Мидзу но Мияко» (水の都)                                              | 14 января 2011 года  |
| 39      | 15      | Флот королевы «Дзё-о: Кантай» (女王艦隊)                                            | 21 января 2011 года  |
| 40      | 16      | Назначенное Время Розария «Кокугэн но Родзарио» (刻限のロザリオ)                    | 28 января 2011 года  |
| 41      | 17      | Игра с пенальти «Бацу Гэ:му» (罰ゲーム)                                             | 4 февраля 2011 года  |
| 42      | 18      | Номер образца (Серийный номер) «Кэнтай Банго: (Сириару Намба:)» (検体番号)          | 11 февраля 2011 года |
| 43      | 19      | Амата Кихара (Исследователь) «Кихара Амата (Кэнкю:ся)» (木原数多)                   | 18 февраля 2011 года |
| 44      | 20      | Свора гончих (Гончая) «Рё:кэн Бутай (Хаундо Доггу)» (猟犬部隊)                      | 25 февраля 2011 года |
| 45      | 21      | Обучающее устройство (Признание) «Гакусю: Со:ти (Тэсутамэнто)» (学習装置)           | 4 марта 2011 года    |
| 46      | 22      | Кара небесная «Тэмбацу Дзюцусики» (天罰術式)                                        | 11 марта 2011 года   |
| 47      | 23      | В преддверии войны «Кайсэнмаэ» (開戦前)                                             | 25 марта 2011 года   |
| 48      | 24      | Вооруженная банда (Битва мастеров) «Бусо: Сю:дан (Сукиру Ауто)» (武装集団)          | 1 апреля 2011 года   |

## Третий сезон
| № серии | № серии | Заглавие                                                           | Трансляция в Японии  |
| ------- | ------- | ------------------------------------------------------------------ | -------------------- |
| 49      | 1       | Хаос «Конран» (混乱)                                               | 5 октября 2018 года  |
| 50      | 2       | Правый трон Бога «Ками но Усэки» (神の右席)                        | 12 октября 2018 года |
| 51      | 3       | К-документ «C Бунсё» (C文書)                                       | 19 октября 2018 года |
| 52      | 4       | Тёмная сторона Академграда «Гакуэнтоси анбу» (学園都市暗部)        | 26 октября 2018 года |
| 53      | 5       | Тёмная материя «Да:ку Мата:» (垣根帝督)                            | 2 ноября 2018 года   |
| 54      | 6       | Сверхэсперы «Тё: но:рёку-ся-тати» (超能力者達)                     | 9 ноября 2018 года   |
| 55      | 7       | Третий уровень «Дай Сан Кайсо:» (第三階層)                         | 16 ноября 2018 года  |
| 56      | 8       | Сокрушитель святых «Сэйдзинкудзуси» (聖人崩し)                     | 23 ноября 2018 года  |
| 57      | 9       | Почитание Богородицы «Сэйбо Су:хай» (聖母崇拝)                     | 30 ноября 2018 года  |
| 58      | 10      | Скай Бас 365 «Сукай басу 365» (スカイバス365)                      | 7 декабря 2018 года  |
| 59      | 11      | Английский лабиринт «Игирису Мейро» (英国迷路)                     | 14 декабря 2018 года |
| 60      | 12      | Наёмник «Ё:хэй» (傭兵)                                             | 21 декабря 2018 года |
| 61      | 13      | Куртана оригинальная «Катэтэру ориджинару» (カテーテル オリジナル) | 28 декабря 2018 года |
| 62      | 14      | Герои «Эйю:-тати» (英雄達)                                         | 11 января 2019 года  |
| 63      | 15      | Спарк сигнал «Мукай-дэн бутай (супа:кусигунару)» (迎電部隊)        | 19 января 2019 года  |
| 64      | 16      | Совет директоров «То:кацу ридзи-кай» (統括理事会)                  | 25 января 2019 года  |
| 65      | 17      | DRAGON «Кайбуцу (Дорагон)» (怪物)                                  | 1 февраля 2019 года  |
| 66      | 18      | Альянс независимых государств «Докурицу Гокудо:мэй» (独立国同盟)   | 8 февраля 2019 года  |
| 67      | 19      | Мисака Ворст «Бангай Котай (Мисака Ва:суто)» (番外個体)            | 15 февраля 2019 года |
| 68      | 20      | Причина для защиты «Мамору Рию:?» (守る理由)                       | 22 февраля 2019 года |
| 69      | 21      | Вифлеемская звезда «Бэцурэхэму но Хоси» (ベツレヘムの星)           | 1 марта 2019 года    |
| 70      | 22      | Гавриил «Габуриэру» (天使の力)                                     | 8 марта 2019 года    |
| 71      | 23      | Фьюз=Кадзакири «Хю:дзу Кадзакири» (ヒューズ＝カザキリ)             | 15 марта 2019 года   |
| 72      | 24      | Индекс «Индеккусу» (禁書目録)                                      | 22 марта 2019 года   |
| 73      | 25      | Крылья «Цубаса» (翼)                                               | 29 марта 2019 года   |
| 74      | 26      | Сын Божий «Ками но Ко» (神の子)                                    | 5 апреля 2019 года   |

## Спешлы
| № серии | Заглавие | Трансляция в Японии  |
| ------- | --- | -------------------- |
| 1       | A Certain Magical Index-tan «Toaru Majutsu no Index-tan» (とある魔術のいんでっくすたん) | 23 января 2009 года  |
| 2       | A Certain Magical Index-tan 2 «Toaru Majutsu no Index-tan 2» (とある魔術のいんでっくすたん 2) | 26 июня 2009 года    |
| 3       | A Certain Magical Index-tan 3 «Toaru Majutsu no Index-tan 3» (とある魔術のいんでっくすたん 3) | 26 января 2011 года  |
| 4       | A Certain Magical Index-tan 4 «Toaru Majutsu no Index-tan 4» (とある魔術のいんでっくすたん 4) | 22 июня 2011 года    |
| 5       | A Certain Magical Index-tan the Movie: The Miracle of Endymion... Happened or maybe not «Gekijōban Toaru Majutsu no Index-tan -Endyumion no Kiseki- ga Attari Nakattari» (劇場版とある魔術の禁書目録たん-エンデュミオンの奇蹟-があったりなかったり) | 28 августа 2013 года |
| 6       | A Certain Magical Index-tan 6 «Toaru Majutsu no Index-tan 6» (とある魔術のいんでっくすたん 6) | 26 декабря 2018 года |
| 7       | A Certain Magical Index-tan 7 «Toaru Majutsu no Index-tan7» (とある魔術のいんでっくすたん 7) | 30 апреля 2019 года  |

### Комментарии
1. 1 2  Названия всех серий на русском даны в версии Netflix[7].
2. ↑  Названия всех серий на русском даны в версии Crunchyroll[9].